# Hasta la Vista Baby!
Pour les articles homonymes, voir Hasta la vista.
Albums de U2
The Million Dollar Hotel (bande originale)
(2000) All That You Can't Leave Behind
(2000)
Hasta la Vista Baby! est un album live de U2 paru en août 2000. Il est composé d'extraits du concert du groupe à Mexico, le 3 décembre 1997, pendant leur tournée PopMart Tour.
Cet album live a été distribué à 50 000 exemplaires uniquement aux membres du magazine du fan-club officiel Propaganda.

## Liste des titres
Toute la musique est composée par U2, excepté Pop Muzik écrite et interprété par le groupe M.
| 1.    | Pop Muzik                            | 3:09 |
| 2.    | Mofo                                 | 4:36 |
| 3.    | I Will Follow                        | 2:51 |
| 4.    | Gone                                 | 4:41 |
| 5.    | New Year's Day                       | 4:59 |
| 6.    | Staring at the Sun                   | 4:32 |
| 7.    | Bullet the Blue Sky                  | 6:11 |
| 8.    | Please                               | 6:58 |
| 9.    | Where the Streets Have No Name       | 6:35 |
| 10.   | Lemon (Perfecto mix)                 | 2:05 |
| 11.   | Discothèque                          | 5:09 |
| 12.   | With or Without You                  | 5:47 |
| 13.   | Hold Me, Thrill Me, Kiss Me, Kill Me | 5:39 |
| 14.   | One                                  | 6:07 |
| 69:20 |                                      |      |